# Hines Ward
Hines Edward Ward Jr. (Seul, 8 de março de 1976) é um ex-jogador de futebol americano que jogou 14 temporadas pelo Pittsburgh Steelers da National Football League (NFL). Ele jogou futebol americano universitário na Universidade da Geórgia. Ele se o líder de todos os tempos dos Steelers em recepções, jardas recebidas e touchdowns. Ward foi eleito MVP do Super Bowl XL e após a aposentadoria foi um dos oito jogadores da NFL a ter pelo menos 1.000 recepções.
Nascido de mãe coreana e de pai afro-americano, ele se tornou um símbolo de relacionamento biracial para jovens sul-coreanos.
Além de sua carreira na NFL, Ward apareceu em várias formas de mídia cinematográfica e televisiva, incluindo o reality show Dancing With The Stars e breves participações especiais no filme "Batman: O Cavaleiro das Trevas Ressurge" de 2012 e na série de televisão "The Walking Dead". Ele foi analista do programa da NBC, Football Night in America de 2012 a 2015. Ward ingressou na CNN e na HLN em maio de 2016.

## Primeiros anos
Ward nasceu em Seul, Coréia do Sul, filho de uma mãe coreana, Kim Younghee e pai afro-americano, Hines Ward Sr. Sua família se mudou para Atlanta e Geórgia, quando ele tinha um ano de idade.
No ano seguinte, os pais de Ward se divorciaram, com Ward morando com a mãe e depois com a avó paterna depois que seu pai implorou ao tribunal de família que Kim não poderia sustentar Hines, pois ela não falava inglês o suficiente. Ward foi morar com a sua mãe aos 7 anos. Ward afirmou que ele fala com seu pai uma vez a cada dois anos.
Sob a orientação do técnico Mike Parris, do Forest Park High School, em Forest Park, Geórgia, Ward mostrou suas habilidades atléticas como quarterback e foi duas vezes eleito o Jogador Ofensivo do Condado de Clayton. Ele também se destacou no beisebol e foi selecionado por Florida Marlins na 73ª rodada (1.646ª geral) no Draft da MLB de 1994.

## Carreira universitária
Jogando como wide receiver na Universidade da Georgia (1994-1997), Ward teve 149 recepções para 1.965 jardas. Ele também jogou como Halfback e totalizou 3.870 jardas para todos os fins, perdendo apenas para Herschel Walker na história da universidade.
Em 1996, Ward teve 52 recepções para 900 jardas e também correu 26 vezes para 170 jardas. Em 1997, ele recebeu 55 passes para 715 jardas e marcou seis touchdowns, e também correu 30 vezes para 223 jardas, obtendo honras da All-SEC no processo. Ward também jogou algumas vezes como quarterbacks no segundo ano, e detém recordes de tentativas de passes, passes completos e jardas passadas no Peach Bowl de 1995, no qual completou 31 dos 59 passes para 413 jardas.
Quando ele saiu da faculdade, descobriu-se que Ward não tinha o ligamento cruzado anterior (LCA) em seu joelho esquerdo, que ele perdeu durante um acidente de bicicleta durante a infância. De acordo com um artigo da Yahoo!, Ward quebrou o joelho na quarta série e os médicos nunca foram responsáveis pelo ligamento.

## Carreira profissional
Saindo da Universidade da Geórgia, Ward foi considerado um dos cinco principais recebedores do Draft de 1998, junto com Kevin Dyson e Randy Moss. Ele foi projetado para ser selecionado no final da primeira rodada ou no início da segunda. O Tampa Bay Buccaneers e Indianapolis Colts expressaram grande interesse nele, se encontrando com ele várias vezes. Depois que foi descoberto que Ward não tinha o ligamento cruzado anterior em uma de suas pernas, seu valor caiu. Os Buccaneersescolheram selecionar Jacquez Green (32º no geral) e os Colts escolheram Jerome Pathon (34º no geral), ambos Wide receiver.
Ward foi selecionado pelo Pittsburgh Steelers na terceira rodada (92° escolha geral).

### Temporada de 1998
Em 20 de julho de 1998, Ward assinou um contrato de três anos com os Steelers no valor de US $ 885.000. Ward começou sua temporada de estreia como quarto recebedor.
Ele jogou seu primeiro jogo em 6 de setembro de 1998, contra o Baltimore Ravens, pegando um passe de 12 jardas de Kordell Stewart. Durante a Semana 10 contra o Green Bay Packers, ele conseguiu dois passes para 56 jardas.
Apesar de ter jogado em todos os jogos durante sua primeira temporada, ele terminou com apenas 15 recepções para 246 jardas.

### Temporada de 1999
Em 1999, ele viu mais ação depois que Charles Johnson foi para o Philadelphia Eagles durante o período de entressafra. Ele começou a temporada como titular contra o Cleveland Browns. Ward teve seu primeiro touchdown com um passe de Mike Tomczak e terminou o jogo com um total de 3 recepções para 51 jardas. Em 10 de outubro de 1999, ele teve 6 recepções para 67 jardas e um touchdown. Na semana 12, ele foi responsável por 7 recepções para 89 jardas e um touchdown de 34 jardas em uma derrota por 20-27 para o Cincinnati Bengals.
Ward terminou sua segunda temporada com 61 recepções, 638 jardas e 7 touchdowns em 16 jogos.

### Temporada de 2000
Ele começou sua terceira temporada com o Pittsburgh, fazendo 2 recepções para 20 jardas contra o Baltimore Ravens. Contra os Browns, ele fez 5 recepções para 75 jardas. Na vitória da semana 7 sobre Cincinnati, ele teve 91 jardas em 2 recepções, ao marcar um touchdown de 77 jardas, o primeiro da temporada. Em 10 de dezembro de 2000, ele recebeu 6 passes para 64 jardas em uma derrota para o New York Giants.
Em sua última temporada, sob o comando do coordenador ofensivo Kevin Gilbride, Ward terminou com um total de 48 recepções para 672 jardas e 4 touchdowns.

### Temporada de 2001
Em 8 de setembro de 2001, Ward assinou uma extensão de contrato no valor de US $ 9,5 milhões por quatro anos.
Em seu primeiro ano sob o comando do novo coordenador ofensivo Mike Mularkey, Ward teve sua melhor temporada da carreira até aquele momento. No primeiro jogo da temporada contra o Jacksonville Jaguars, ele teve 7 recepções para 82 jardas. Em seu segundo jogo contra os Jaguares na Semana 10, Ward teve 9 recepções para 112 jardas e marcou um touchdown de 28 jardas. Essa foi a primeira vez que ele fez mais de 100 jardas de recepção em sua carreira.
Em 9 de dezembro de 2001 contra o New York Jets, Ward acumulou dez recepções para 124 jardas.
Ele jogou em seu primeiro jogo de playoff em 2001, ele teve 3 recepções para 37 jardas em uma vitória por 27-10 sobre os Ravens. Na semana seguinte, quando os Steelers jogaram contra o New England Patriots, ele teve 6 passes para 64 jardas em uma derrota por 17-24 para os eventuais campeões do Super Bowl XXXVI.
Essa foi a primeira temporada de Ward com mais de 1.000 jardas, ele terminou a temporada com 94 recepções para 1.003 jardas e 4 touchdown. Ele foi eleito para o Pro Bowl de 2001, tornando-se o primeiro de sua carreira.

### Temporada de 2002
Durante a abertura da temporada de 2002, ele teve oito recepções para 90 jardas e um touchdown, em uma revanche da Final da AFC contra os Patriots. No jogo seguinte, ele recebeu 7 passes para 92 jardas e 2 touchdowns em uma derrota por 30-17 para o Oakland Raiders. Foi seu primeiro jogo com mais de um touchdown em sua carreira.
Durante uma partida da semana 5 em New Orleans, Ward teve 5 recepções para 45 jardas e recebeu sua primeira recepção de touchdown do novo quarterback Tommy Maddox.
Em 10 de novembro de 2002, Ward fez seu melhor jogo da temporada, tendo 11 recepções, 139 jardas e um touchdown durante um empate de 34-34 com o Atlanta Falcons. Na semana seguinte, ele recebeu 10 passes para 168 jardas e 2 touchdowns em uma derrota por 31-23 para os Titans. Foi seu terceiro jogo da temporada com duas recepções para touchdown. No jogo seguinte contra os Bengals, ele teve 125 jardas em 10 recepções e um touchdown de 64 jardas durante a vitória por 29-21. Este foi o terceiro jogo consecutivo de Ward com mais de 100 jardas e um touchdown.
Os Steelers terminaram a temporada com um recorde de 10-5-1 e foram para os playoffs pelo segundo ano consecutivo. Em 5 de janeiro de 2003, eles jogaram contra os Browns no Wild card. Ward terminou o jogo com 11 recepções, 104 jardas e um touchdown na vitória por 36-33. Na semana seguinte, os Steelers jogaram contra o Tennessee Titans no Divisional Round. Apesar de ter perdido por 31-34, Ward terminou com 7 recepções para 82 jardas e 2 touchdowns.
Ward foi selecionado para jogar em seu segundo Pro Bowl consecutivo. Ele terminou sua quinta temporada com 1.329 jardas, 112 recepções e 12 touchdown. Esta foi a sua única temporada com mais de 100 recepções.

### Temporada de 2003
Depois de ter a melhor temporada de sua carreira, Ward retornou em 2003 para fazer nove recepções para 91 jardas e 2 touchdowns na vitória na abertura da temporada sobre os Ravens. No jogo seguinte, ele recebeu 9 passes para 146 jardas em uma derrota por 41-20 para o Kansas City Chiefs. Em 30 de novembro de 2003, Ward recebeu 13 passes para 149 jardas e um touchdown em uma derrota para os Bengals.
Em 2003, os Steelers o nomearam o MVP da equipa, tendo conseguido um total de 95 recepções para 1,163 jardas e 10 touchdowns na temporada. Ele foi eleito para o seu terceiro Pro Bowl consecutivo.

### Temporada de 2004
Depois de três anos de sucesso com Mike Mularkey, Ward começou a temporada sob o comando do novo coordenador ofensivo Ken Whisenhunt e do novo treinador de wide receivers, Bruce Arians.
Em 19 de setembro de 2004, ele recebeu 6 passes para 151 jardas e um touchdown em uma derrota por 30-13 para Baltimore. Durante o 4º quarto, o quarterback Tommy Maddox se machucou e foi substituído pelo novato Ben Roethlisberger. Depois de substituir Maddox, Roethlisberger lançou um passe para touchdown de Ward, tornando-se o primeiro de sua carreira juntos. Depois de substituir Maddox, Roethlisberger levou os Steelers a 14 vitórias seguidas.
Depois de terminar a temporada com um recorde de 15-1, os Steelers enfrentou os Jets no Divisional Round. Durante a vitória por 20-17, Ward acumulou 10 recepções para 105 jardas e um touchdown. Em 23 de janeiro de 2005, os Steelers perderam por 41-27 para os eventuais campeões do Super Bowl XXXIX, New England Patriots. Ward teve 5 passes para 109 jardas e um touchdown.
Pelo quarto ano consecutivo, ele foi eleito para o Pro Bowl. Ele terminou a temporada com 80 passes para 1.004 jardas e 4 touchdowns. Isso também marcou seu terceiro ano com mais de 1.000 jardas.

### Temporada de 2005
Em 5 de setembro de 2005, os Steelers anunciaram que chegaram a um acordo sobre uma extensão de contrato de Ward por quatro anos no valor de US $ 25,83 milhões. Em 18 de setembro de 2005, ele recebeu 6 passes para 84 jardas e 2 touchdowns em uma vitória por 27-7 sobre os Texans. Na semana seguinte, Ward teve 4 recepções para 110 jardas e 2 touchdowns, incluindo uma recepção de Touchdown de 85 jardas, contra os Patriots. Esses jogos marcaram os primeiros jogos consecutivos de Ward com 2 recepções de touchdown. Depois de ser titular em 88 jogos consecutivos, Ward perdeu o jogo contra os Jaguars em 16 de outubro.
Em 13 de novembro de 2005, Ward se tornou o maior recebedor de todos os tempos dos Steelers com sua 538ª recepção contra os Browns no Sunday Night Football, superando o recorde de John Stallworth.
Depois de terminar a temporada com um recorde de 11-5, os Steelers jogou contra os Bengals no wild card em 8 de janeiro de 2006. Ward teve apenas 2 recepções para 10 jardas e um touchdown de 5 jardas. Na semana seguinte, ele pegou 3 passes para 68 jardas, enquanto o Steelers venceu o Indianapolis Colts por 21-18. Na Final da AFC de 2005 contra o Denver Broncos, ele teve 59 jardas em 5 recepções e um touchdown, com os Steelers vencendo por 34-17.
Em 5 de fevereiro de 2006, Ward jogou em sua primeiro Super Bowl. No Super Bowl XL, ele teve 5 recepções, 123 jardas e um touchdown de 43 jardas para selar a vitória dos Steelers por 21-10 sobre o Seattle Seahawks. Ele foi nomeado o MVP do Super Bowl XL. Isso fez dele o segundo jogador estrangeiro a ganhar o prêmio. Os Steelers também nomearam Ward seu co-MVP da temporada junto com Casey Hampton.

### Temporada de 2006

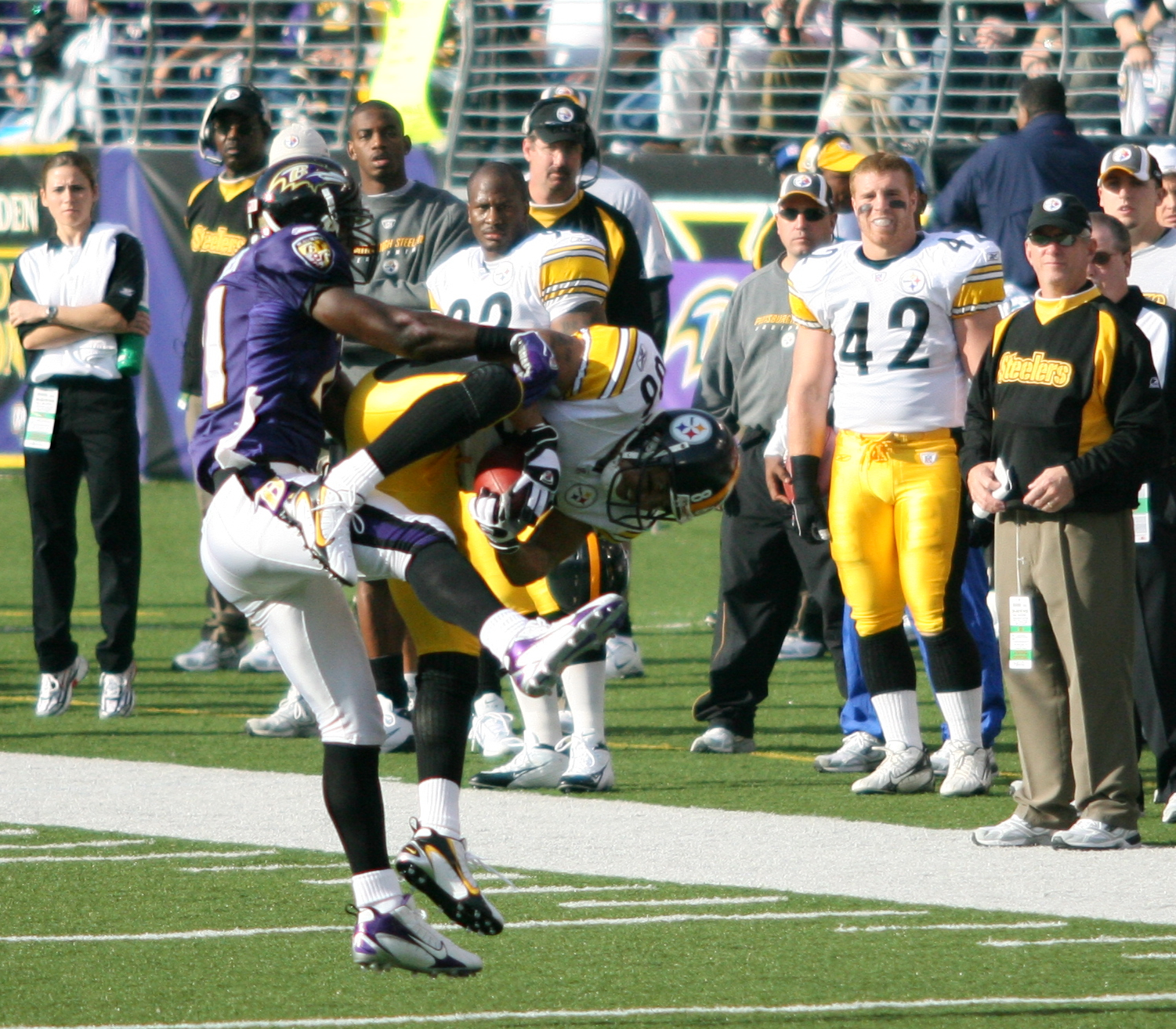
Ward faz uma recepção contra o Baltimore Ravens em 2006.

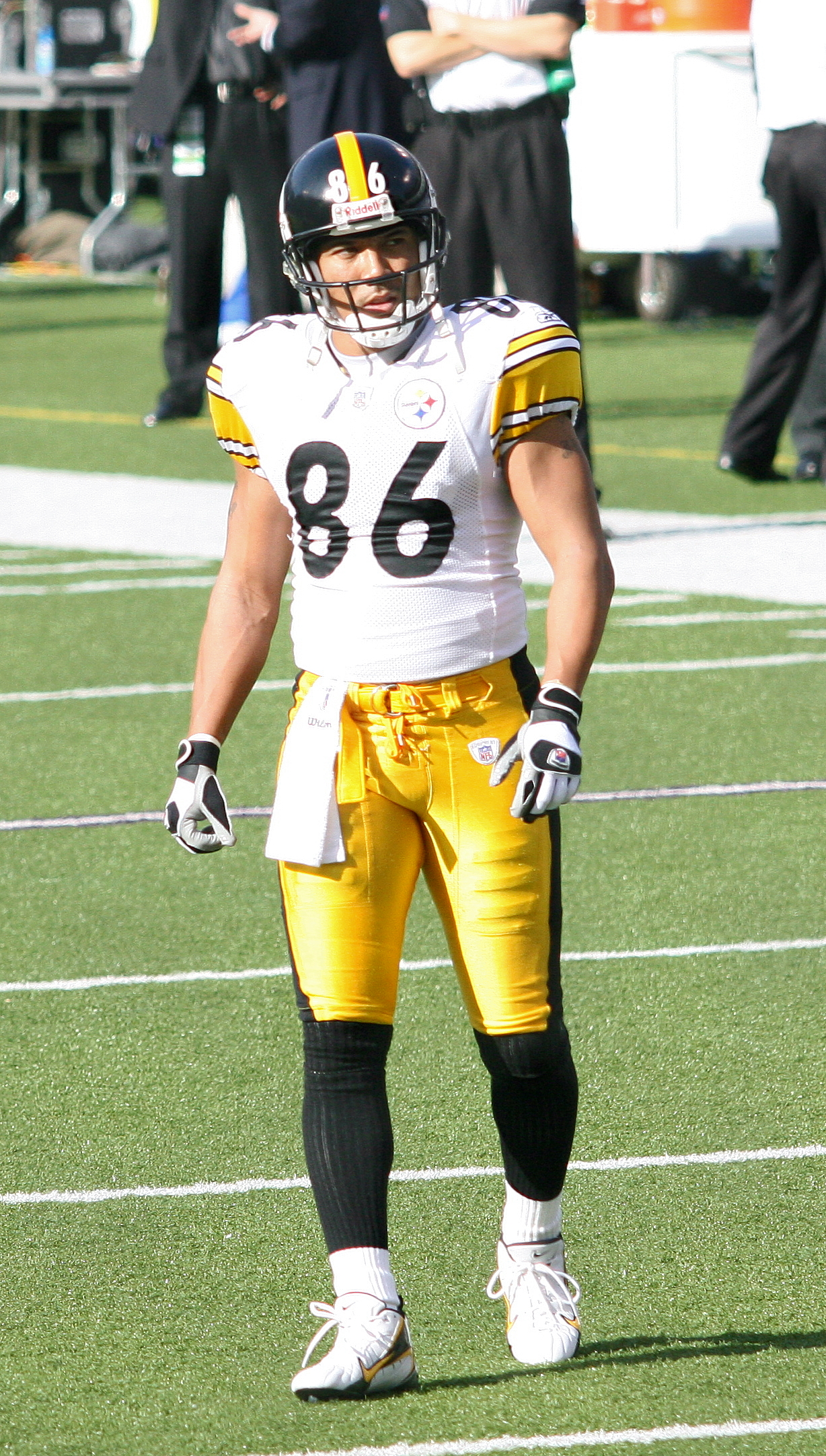
Ward antes de um jogo em 2006.

Depois de 2005, ele retornou na abertura da temporada dos Steelers contra os Dolphins e recebeu 5 passes para 53 jardas e um touchdown, na vitória por 28-16. Em 22 de outubro de 2006, Ward teve 8 recepções para 171 jardas e 3 touchdowns pela primeira vez em sua carreira.
Durante a temporada, ele perdeu as Semanas 13 e 14 e terminou sua segunda temporada consecutiva com exatamente 975 jardas.
Depois que os Steelers terminaram com um recorde de 8-8 e não foram para os playoff, o treinador Bill Cowher anunciou que estava se aposentando.

### Temporada de 2007
Depois de oito anos sob o comando de Bill Cowher, Ward teve o segundo treinador de sua carreira, Mike Tomlin.
Quando os Steelers jogou contra os Bengals em 28 de outubro de 2007, Ward teve 8 recepções para 88 jardas e 2 touchdowns. Em 2 de dezembro de 2007, ele teve 11 recepções para 90 jardas e 2 touchdown durante a vitória por 24-10 sobre os Bengals. Os dois touchdowns contra os Bengals fizeram dele o líder de recepções para touchdown de todos os tempos dos Steelers com sua 64ª recepção para touchdown. Então, em 20 de dezembro de 2007, Ward tornou-se o líder de todos os tempos em jardas recebidas em um jogo contra o St. Louis Rams.

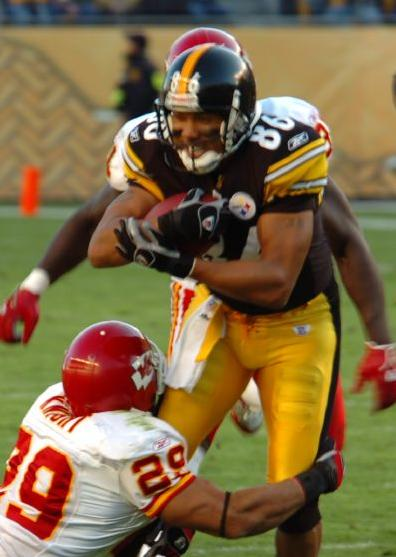
Ward tenta quebrar o tackle de Sammy Knight durante um jogo contra o Kansas City Chiefs em 2006.

Em seu primeiro ano sob comando de Mike Tomlin, os Steelers terminaram a temporada com um recorde de 10-6 e se classificaram para os playoffs. Apesar de terem perdido no Wild Card por 29-31 para os Jaguars, Ward teve 10 recepções para 135 jardas.
Ward terminou sua nona temporada com 71 recepções, 732 jardas e 7 touchdowns. Durante a temporada, ele perdeu as semanas 4, 5 e 17, tornando-se o maior número de jogos que ele perdeu em uma única temporada.

### Temporada de 2008
Ward começou a temporada da NFL de 2008 com 6 recepções, 76 jardas e 2 touchdowns na vitória por 38-16 sobre os Texans. Em 16 de novembro de 2008, ele teve 11 recepções para 124 jardas contra o San Diego Chargers.
Em 28 de dezembro de 2008, Ward pegou sua 800ª recepção da NFL, estendendo o recorde de recepções de todos os tempos dos Steelers. Também neste jogo, Ward alcançou sua primeira temporada de 1.000 jardas desde 2004, terminando com 81 recepções para 1.043 jardas e 7 touchdowns no ano.
Os Steelers terminou a temporada regular de 2008 com um recorde de 12-4 e se classificou para os playoffs. Durante o Divisional Round  contra o San Diego Chargers, Ward teve 4 recepções para 70 jardas. Na semana seguinte na Final da AFC, ele teve 3 recepções para 55 jardas ao bater os Ravens por 23-14 para ir ao Super Bowl XLIII.
Em 1 de fevereiro de 2009, os Steelers enfrentaram o Arizona Cardinals. Durante o jogo, Ward desempenhou um papel de apoio a Santonio Holmes, mas fez duas recepções para 43 jardas. Os Steelers ganharam por 27-23.
Ward terminou a temporada com 81 recepções, 1.043 jardas e 7 touchdown.

### Temporada de 2009
Em 25 de abril de 2009, os Steelers assinaram com Ward uma extensão de quatro anos no valor de US $ 22 milhões, com um bônus de assinatura de US $ 3 milhões. Em 27 de setembro de 2009, durante um jogo contra o Cincinnati, as quatro recepções de Ward para 82 jardas renderam a ele 10.000 jardas na carreira e fizeram dele o primeiro wide receiver na história dos Steelers a alcançar esse marco.
Na Semana 6 contra os Browns, Ward teve 8 recepções, 159 jardas e um touchdown. O jogo marcou seu terceiro jogo da temporada com mais de 100 jardas de recepção. Ele fez seu quarto jogo com mais de cem jardas no dia 22 de novembro, com 10 recepções para 128 jardas e um touchdown contra o Kansas City Chiefs. Em 20 de dezembro de 2009, Ward teve 7 recepções para 126 jardas na vitória por 37-36 sobre o Green Bay Packers. Esta foi a primeira vez que Ward teve 5 jogos com mais de 100 jardas em uma única temporada.
Ward terminou a temporada de 2009 com 95 recepções para 1.167 jardas e 6 touchdowns, com o Steelers terminando com um recorde de 9–7.

### Temporada de 2010
Depois que os Steelers selecionaram Mike Wallace em 2009 e Emmanuel Sanders e Antonio Brown em 2010, Ward começou a ter um declínio em suas recepções. No jogo contra o Atlanta Falcons, Ward se tornou o primeiro jogador da história dos Steelers a superar 11.000 jardas. Ele teve 108 jardas nesse jogo para passar o Hall of Fame, John Stallworth, em mais jogos de 100 jardas de todos os tempos pelos Steelers. Suas seis recepções contra os Falcons, totalizaram 901 recepções, fazendo dele apenas o 12º jogador da NFL a superar as 900 recepções na carreira.
A sequência de 186 jogos consecutivos de Ward com pelo menos uma recepção chegou ao fim com uma derrota por 39-26 frente ao New England Patriots na 10ª semana da temporada de 2010.
Em 15 de janeiro de 2011, os Steelers jogaram contra o Baltimore Ravens no Divisional Round. Ward terminou o jogo com 3 recepções para 25 jardas e um touchdown, com os Steelers ganhando por 31-24. Na semana seguinte, na Final da AFC, ele teve 2 recepções para 14 jardas, enquanto o Steelers venceu o New York Jets por 24-19 para avançar para o Super Bowl XLV.
Em 6 de fevereiro de 2011, Ward jogou em seu terceiro Super Bowl enfrentando o Green Bay Packers. Em sua primeira derrota no Super Bowl, ele teve 7 recepções para 78 jardas e um touchdown.
Ele terminou a temporada de 2010 com 59 recepções, 755 jardas e 5 touchdowns. Ele não teve uma temporada abaixo de 60 recepções desde 2000.

### Temporada de 2011
Ward começou a temporada 2011 da NFL, tendo 5 recepções para 67 jardas na abertura da temporada dos Steelers contra os Ravens. Em 9 de outubro de 2011, ele teve 7 recepções para 54 jardas e 2 touchdowns. Neste jogo, ele teve o último touchdown de sua carreira.
Em 4 de dezembro de 2011, em uma vitória em casa por 35-7 contra o Cincinnati Bengals, Ward tornou-se o 19º jogador na história da NFL a atingir 12.000 jardas. Em 1 de janeiro de 2012, em um jogo contra o Cleveland Browns, Ward pegou sua recepção de número 1000, tornando-se o oitavo jogador da história da NFL a fazê-lo. Ele também pegou sua última recepção na carreira durante o jogo.
Ele apareceu em seu último jogo com os Steelers em 8 de janeiro de 2012, quando os Steelers perdeu por 23-29 para o Denver Broncos no wild card. Ele terminou sua última temporada com um total de 46 recepções, 381 jardas e apenas 2 touchdowns em 15 jogos.

### Aposentadoria
Em 28 de março de 2012, os Steelers anunciaram sua intenção de dispensar Ward, o que fizeram dois dias depois.
Em 20 de março de 2012, Ward anunciou sua aposentadoria do futebol americano profissional afirmando: "Sem o apoio nos últimos 14 anos, este jogo não seria o mesmo para mim. Não seria tão divertido para mim. Para mim, a cidade e esta organização significam o mundo para mim. Então, hoje, infelizmente, como parece para mim agora, espero que seja um bom dia para todos aqui."
Na época de sua aposentadoria, Ward foi o último jogador remanescente dos Steelers a ter jogado com a equipe durante a década de 1990. Além disso, ele também foi seu último jogador a jogar no Three Rivers Stadium.
Ward acumulou 76 recepções, 1.064 jardas e oito touchdowns de recepção em 14 jogos na pós-temporada.
Embora os Steelers não tenham aposentado oficialmente o número 86 de Ward, eles não o usaram desde sua aposentadoria e entende-se que jamais voltará a usa-lo.

### Legado
Desde que foi contratado pelo Steelers na terceira rodada do NFL Draft de 1998, ele quatro vezes selecionado para o Pro Bowl (2001-2004). Ward também teve uma sequência de 4 temporadas consecutivas de 1.000 jardas. A sequência foi quebrada na temporada da NFL de 2005, durante a qual ele perdeu um jogo devido a uma lesão. Em 2002, ele estabeleceu um recorde dos Steelers para recepções (112) e touchdowns (12) (ambos quebrados por Antonio Brown) e foi nomeado para seu primeiro de dois consecutivos All-NFL.

## Estatísticas
| Ano      | Time     | Jogos | Rec   | Jardas | Média | Long | TD | Fum | Fumble perdidos |
| -------- | -------- | ----- | ----- | ------ | ----- | ---- | -- | --- | --------------- |
| 1998     | PIT      | 16    | 15    | 246    | 16,4  | 45   | 0  | 0   | 0               |
| 1999     | PIT      | 16    | 61    | 638    | 10,5  | 42   | 7  | 1   | 0               |
| 2000     | PIT      | 16    | 48    | 672    | 14,0  | 77   | 4  | 1   | 0               |
| 2001     | PIT      | 16    | 94    | 1 003  | 10,7  | 34   | 4  | 1   | 1               |
| 2002     | PIT      | 16    | 112   | 1 329  | 11,9  | 72   | 12 | 1   | 1               |
| 2003     | PIT      | 16    | 95    | 1 163  | 12,2  | 50   | 10 | 0   | 0               |
| 2004     | PIT      | 16    | 80    | 1 004  | 12,6  | 58   | 4  | 1   | 0               |
| 2005     | PIT      | 15    | 69    | 975    | 14,1  | 85   | 11 | 0   | 0               |
| 2006     | PIT      | 14    | 74    | 975    | 13,2  | 70   | 6  | 2   | 1               |
| 2007     | PIT      | 13    | 71    | 732    | 10,3  | 25   | 7  | 0   | 0               |
| 2008     | PIT      | 16    | 81    | 1 043  | 12,9  | 49   | 7  | 1   | 0               |
| 2009     | PIT      | 16    | 95    | 1 167  | 12,3  | 54   | 6  | 2   | 1               |
| 2010     | PIT      | 16    | 59    | 755    | 12,8  | 43   | 5  | 1   | 1               |
| 2011     | PIT      | 15    | 46    | 381    | 8,3   | 31   | 2  | 1   | 1               |
| Carreira | Carreira | 217   | 1 000 | 12 083 | 12,1  | 85   | 85 | 12  | 6               |

Fonte:

## Vida pessoal

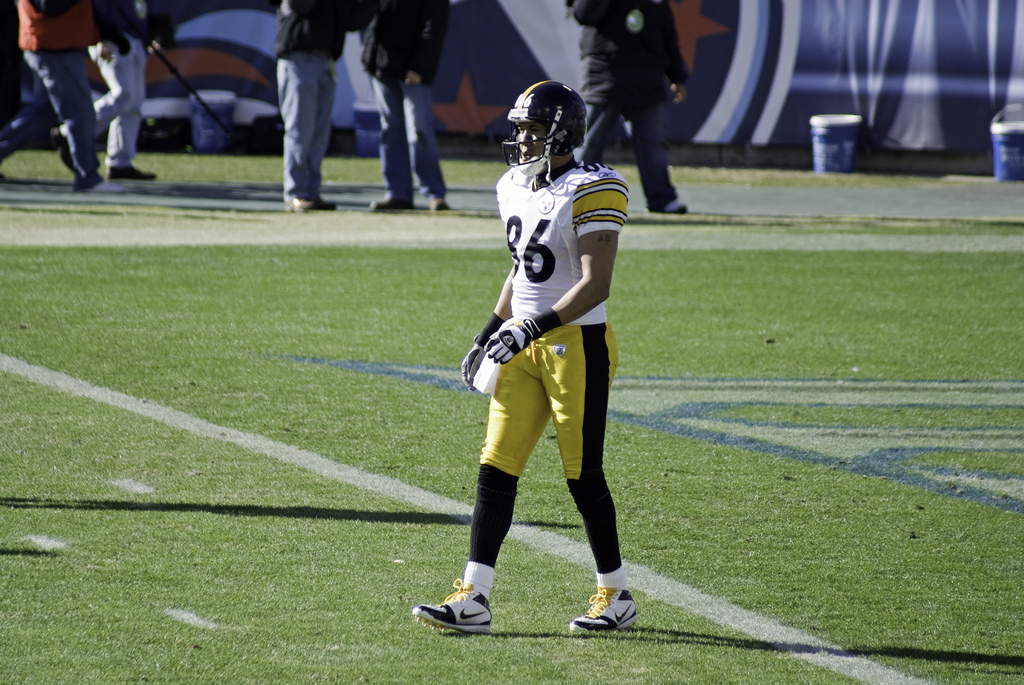
Ward antes de um jogo em 2008

Ward reside em Sandy Springs, Geórgia, com a sua esposa Lindsey Georgalas-Ward e um filho chamado Jaden de seu primeiro casamento. No braço superior direito, ele tem uma tatuagem de Mickey Mouse na pose de Heisman, logo abaixo de uma tatuagem de seu nome em coreano.

### Empresas e mídia
Ward co-possuía um bar no lado sul de Pittsburgh chamado The Locker Room. O bar sofreu sérios danos causados por uma imundação em  fevereiro de 2007 e foi fechada para reparos até junho do mesmo ano. O bar recebeu um acordo de seguro de US $ 500.000, que posteriormente se tornou um problema durante uma disputa legal entre os proprietários do bar.
Em 11 de setembro de 2007, o co-proprietário Nicholas Lettieri retirou a totalidade dos fundos do bar, aproximadamente US $ 19.000, de uma conta corporativa, fazendo com que perdesse um grande número de pagamentos programados. A empresa entrou com um processo pelo retorno do dinheiro e Lettieri posteriormente justificou suas ações alegando que o dinheiro lhe era devido, também expressando a crença de que os outros co-proprietários, Ward e Kimberly Pitts, bem como o marido de Pitts, Korry Pitts, falsificou faturas e desviou fundos da empresa para suas próprias contas bancárias. O advogado da empresa, Thomas Castello, rejeitou as alegações de Lettieri como "infundadas, ridículas e infundadas", e o assunto atualmente está diante do tribunal. O bar reabriu sob o nome de South Side 86 (por causa do número da camisa de Ward), e pertence inteiramente a Ward, que comprou seus co-proprietários.
Ele abriu um restaurante chamado Table 86 e um bar de vinhos chamado Vines in Seven Fields com Howard Shiller em agosto de 2015.

### Mídia
Ward aprentou o Hines Ward Show em Pittsburgh pela CBS O&O KDKA-TV de 2006-2012. Em 2012, pouco depois de anunciar sua aposentadoria, foi anunciado que Ward havia assinado contrato com a NBC Sports para ser um analista.
Ward entrou para a CNN e a HLN em maio de 2016. Ele é um analista de estúdio da CNN.

### Figura de mudança social
Em 2006, Ward se tornou o primeiro americano-coreano a ganhar o prêmio de MVP do Super Bowl. Essa conquista o colocou no centro das atenções da mídia na Coreia do Sul.
De 3 de abril a 30 de maio de 2006, Ward retornou a sua cidade natal, Seul, pela primeira vez desde que seus pais se mudaram para os Estados Unidos quando ele tinha um ano de idade. Ward usou seu status de celebridade para organizar reuniões de “compartilhamento de esperança” com crianças coreanas multirraciais e encorajar reformas sociais e políticas. Ele disse a um grupo de crianças: "Se o país pode me aceitar como eu sou e me aceitar por ser coreano, tenho certeza de que este país pode mudar e aceitar você por quem você é."
Em seu último dia na Coréia, ele doou US $ 1 milhão para criar a Fundação Hines Ward Helping Hands Foundation, que a Associated Press chamou de "uma fundação para ajudar crianças mestiças como ele na Coréia do Sul, onde sofreram discriminação".
Em setembro de 2010, o presidente Barack Obama nomeou Ward como membro da Comissão Consultiva do Presidente sobre os americanos asiáticos e as ilhas do Pacífico.

### Prisão
Em 9 de julho de 2011, Ward foi preso por dirigir sob a influência de álcool em DeKalb County, Geórgia. Em 22 de fevereiro de 2012, a cobrança pelo DUI foi retirada como parte de um acordo judicial. Ward concordou em se declarar culpado por dirigir imprudentemente e recebeu uma sentença de um ano de liberdade vigiada, 80 horas de serviço comunitário e uma multa de US $ 2.000.

### Filmes e aparições na TV
Ward fez uma aparição como um membro do time de futebol ficcional Gotham Rogues no filme de 2012, "The Dark Knight Rises", e foi um dos membros do "Team Rachael" na segunda temporada de "Rachael vs. Guy: Celebrity Cook-Off". Ele apareceu no nono episódio da terceira temporada de "The Walking Dead", aparecendo como um zumbi.

#### Dancing with the Stars
Em 24 de maio de 2011, Ward e sua parceira Kym Johnson ganharam a 12ª temporada da competição de dança da TV americana Dancing with the Stars.

### Triatlo
Em 2012, Ward começou a treinar para o Campeonato Mundial de Ironman de 2013, contando com a ajuda da lenda do triatlo Paula Newby-Fraser. Em 9 de junho de 2013, ele competiu no Ironman Kansas 70.3. Seu tempo de término foi de 5:53:18, o que lhe rendeu a classificação geral de 623.
Em 12 de outubro de 2013, Ward completou o Campeonato Mundial de Ironman. Ele terminou com um tempo de 13:08:15. Após a conclusão, ele disse a Mike Florio, da NBC, que "nunca" competirá em outro triatlo.

### Treinador
Em agosto de 2017, Ward trabalhou com os recebedores dos Steelers como treinador estagiários.

### Embaixador Honorário dos Jogos Olímpicos de Inverno de 2018
Ward foi nomeado como embaixador honorário dos Jogos Olímpicos de Inverno de 2018 em Pyeongchang.